# زغورجيلتس
زغورجيلتس  ( الاستماع) (بولندية Zgorzelec، (بالألمانية: Görlitz)‏، صوربية عليا: Zhorjelc) هي بلدة في جنوب غرب بولندا من 32,322 نسمة (عام 2012). تقع في محافظة سيليزيا السفلى (بين 1975 و 1998 كانت في محافظة يلينيا غورا). هي عاصمة مقاطعة زغورجيليتس، وأيضا مقر غمينا زغورجيليتس (على الرغم من أنها ليست جزءا من تلك البلدية، فالبلدة بحد ذاتها تعتبر غمينا). تقع زغورجيلتس على نهر نايسه اللوساتيي على حدود نايسه لعام 1945 بين بولندا وألمانيا، وهي بمحاذاة البلدة الألمانية غورليتس والتي كانت تشكل الجزء الشرقي منها حتى عام 1945.

## التاريخ

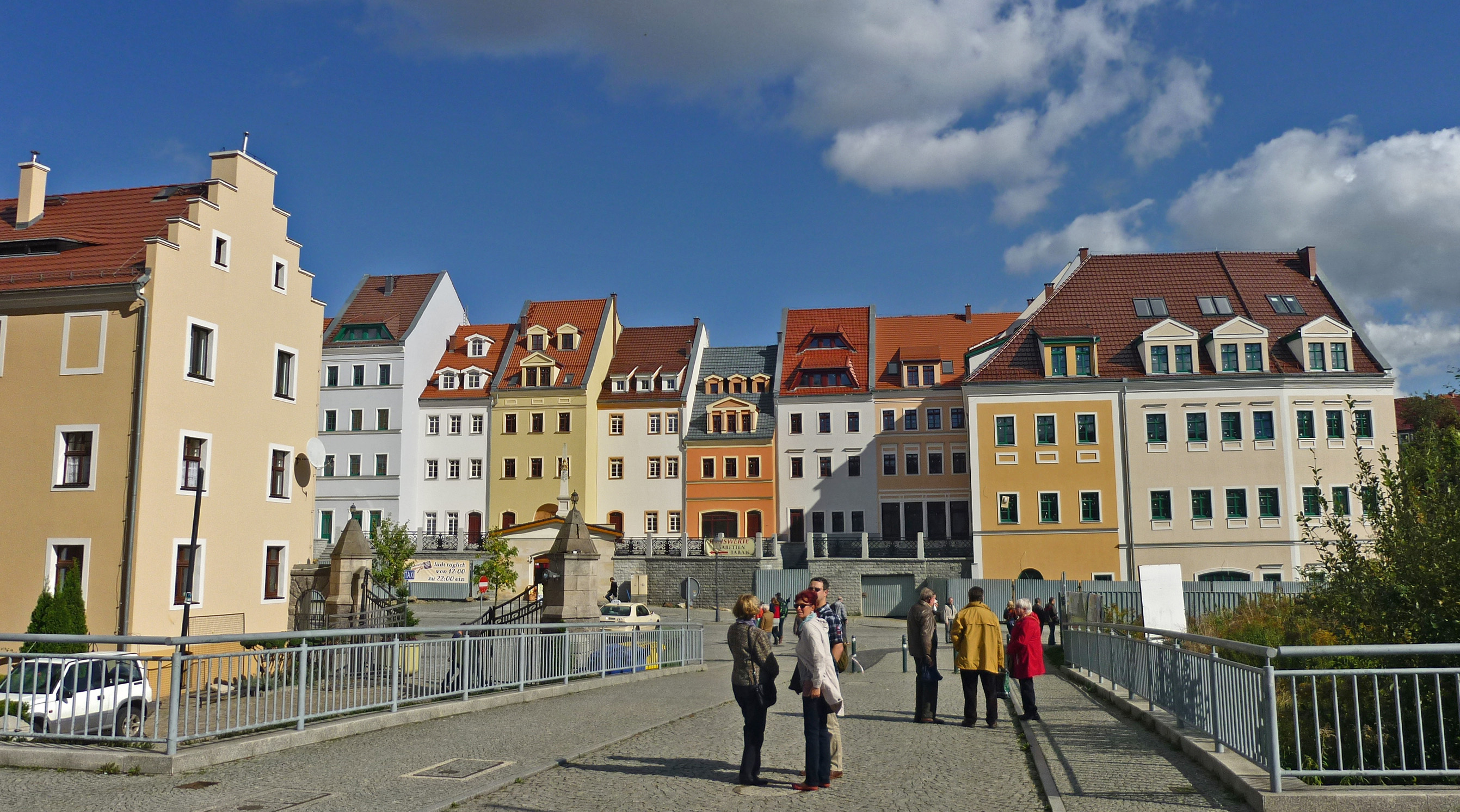
الميدان القديم بعد إعادة إعماره، منظر من النهر

### البدايات
حتى عام 1945 كانت بلدتا زغورجيلتس وغورليتس كيانا موحدا ذا تاريخ مشترك.
لا يعرف تاريخ تأسيس البلدة. ذكرت لأول مرة في عام 1071. في ذلك الوقت كانت غورليتس قرية صغيرة تدعى غوريليتس (Gorelic) في منطقة من لوساتيا التي أصبحت بعدها جزءا من بوهيميا. في القرن الثالث عشر، تحولت القرية تدريجيا إلى بلدة. غنيت البلدية بسبب موقعها على «الطريق الملكية» (Via Regia)، إحدى الطرق التجارية في العصور القديمة والوسطى.
في القرون اللاحقة، كانت عضوا ثريا في رابطة المدن الست في لوساتيا العليا، والتي كانت تتكون من كل من يتكون من باوتسن وغورليتس وكامينز ولاوبان وليباو وتسيتاو.
تأسست بلدة غورليتسه في جنوب بولندا تأسست في عهد كازيمير الأعظم في 1354 من قبل مستوطنين ألمان من غورليتس، في آخر مراحل التوسع الألماني نحو الشرق (من قبل فالددويتشه).
بعد معاناة لسنوات طويلة في حرب الثلاثين عاما، انتقلت منطقة لوساتيا العليا (بما في ذلك غورليتس) إلى ساكسونيا (1635). في عام 1815 بعد الحروب النابليونية، منحت غورليتس  إلى بروسيا في مؤتمر فيينا. وبهذا اصبعت البلدة جزءا من محافظة سيليزيا في بروسيا من عام 1815 حتى 1945.

### بعد الحرب العالمية الثانية

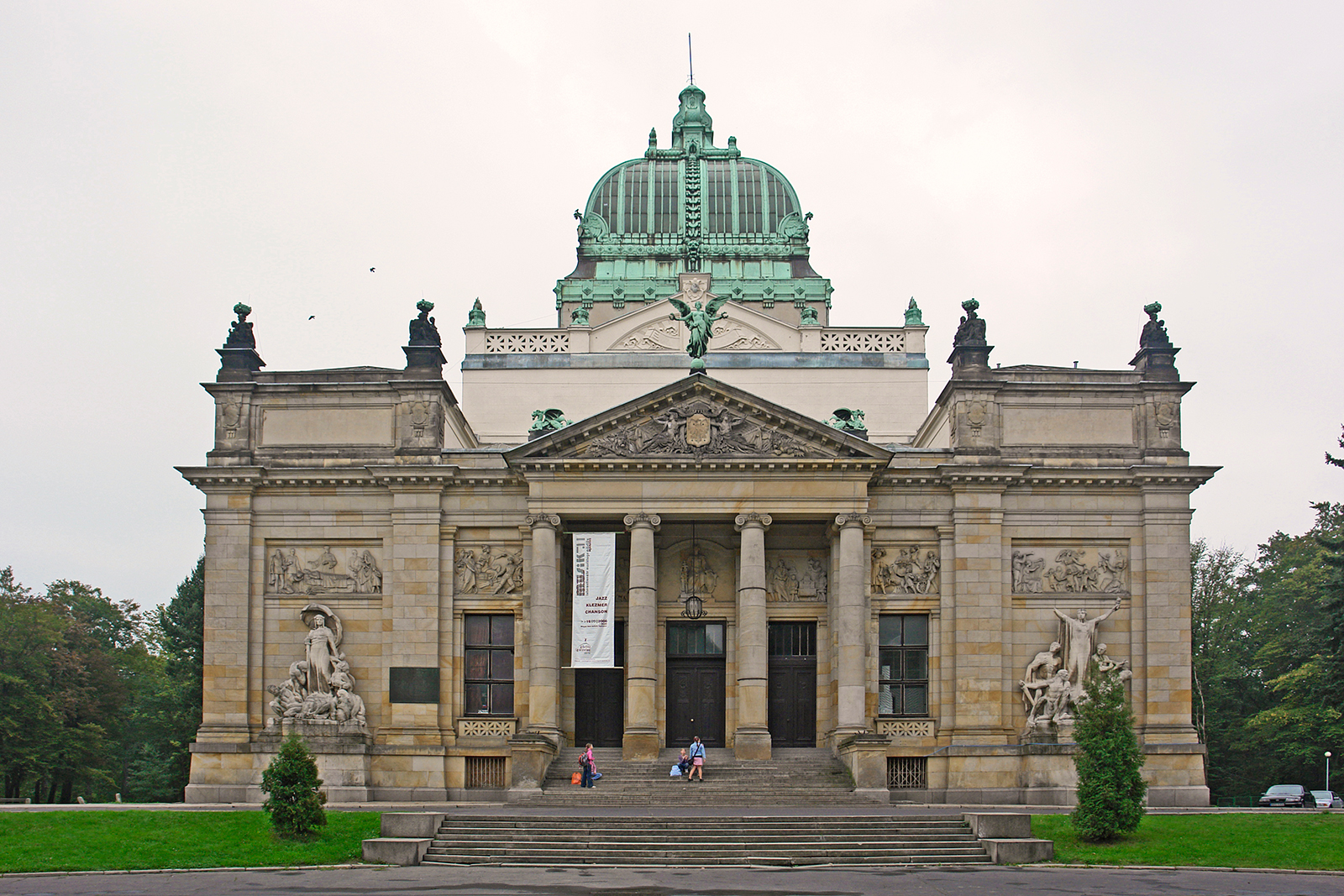
مييسكي دوم كولتوري هو أحد المراكز الثقافية المجتمعية في زغورجيلتس

تم التوقيع على معاهدة زغورجيلتس بين بولندا وألمانيا الشرقية في المركز المجتمعي في المدينة عام 1950.
في أعقاب الحرب العالمية الثانية، مع إنشاء خط أودر-نايسه لترسيم الحدود البولندية-الألمانية الشرقية، انقسمت غورليتس (التي تقع على ضفتي نهر ناسيه)  بين الدولتين. أبقى الجزء الألماني على اسم غورليتس، فيما أضحى الجزء البولندي أصبح زغورجيلتس. طرد السكان الألمان والصوربيين من زغورجيلتس وتم استبدالهم بالبولنديين واليونانيين.
بدءا من العام 1948، تم السماح بدخول حوالي 10,000 لاجئ يوناني من لاجئي الحرب الأهلية اليونانية إلى بولندا والاستقرار في زغورجيلتس، غالبيتهم من الميليشيات الشيوعية. كانت هناك مدارس يونانية  ومنزل تقاعد يوناني وحتى مصنعا خاص بالعمال اليونانيين. عادت الغالبية العظمى من هؤلاء اللاجئين إلى اليونان، ولكن جزء تبقى ولا يزال حتى اليوم. لعبت الجالية اليونانية في زغورجيلتس دورا أساسيا في بناء كنيسة القديسين قسنطين وهيلانة <الأرثوذكسية في عام 2002. منذ عام 1999، يتم عقد مهرجان دولي للأغنية اليونانية سنويا في زغورجيلتس.
منذ انهيار الشيوعية في عام 1989، شكلت بلدتا غورليتس وزغورجيلك علاقات سياسية وطيدة. تمت إعادة بناء جسرين فوق نهر نايسه من بين الجسور التي كان الجنود الألمان المنسحبون في الحرب العالمية الثانية وربط البلتين مع بخط حوافل واحدة خط. هناك أيضا مجلس إدارة بلدبة مشترك وجلستت مشتركة بين بلديتي المدينتين. في عام 2006 تقدمت المدينتان بشكل مشترك للترشح لتكون عاصمة الثقافة الأوروبية في عام 2010. كان يؤمل أن تقتنع لجنة التحكيم بفكرة التعاون البولندي-الألماني، ولكن الجائزة ذهبت إلى إيسن، وحلت غورليتس/زغورجيلتس في المركز الثاني.

## الرياضة
يلعب فريق توروف زغورجيلتس لكرة السلة حاليا في الدوري البولندي. في عام 2014 فاز توروف بأول بطولة وطنية وتأهل إلى الدوري الأوروبي للمرة الأولى.

## العلاقات الدولية

### المدن الشقيقة
توجد توأمة بين زغورجيلتس وكل من:
- افيون، فرنسا
- ناوسا، اليونان (1998)[5]
- ميرهورود، أوكرانيا
- غورليتس، ألمانيا

## معرض الصور

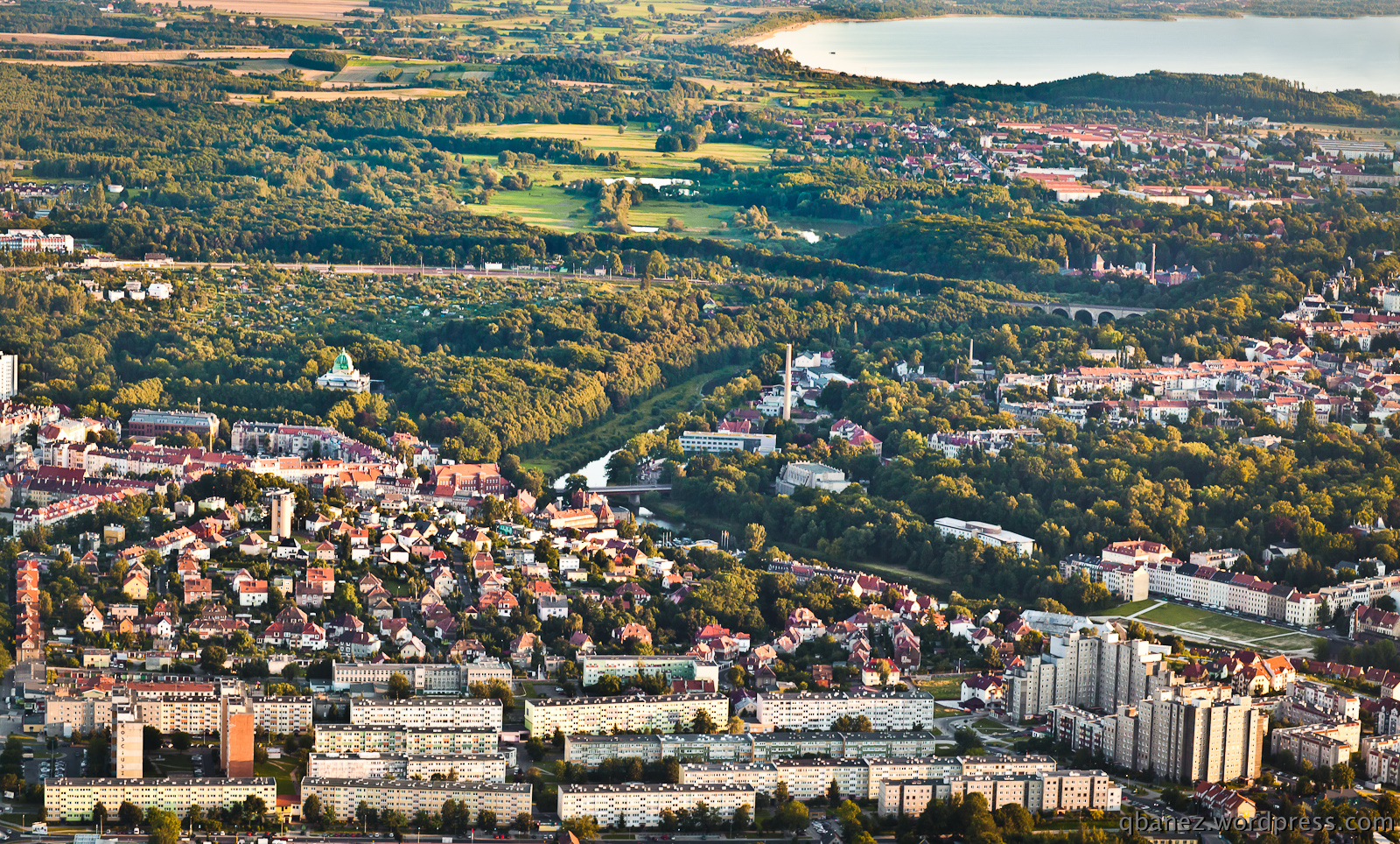
منظر علوي لزغورجيلتس
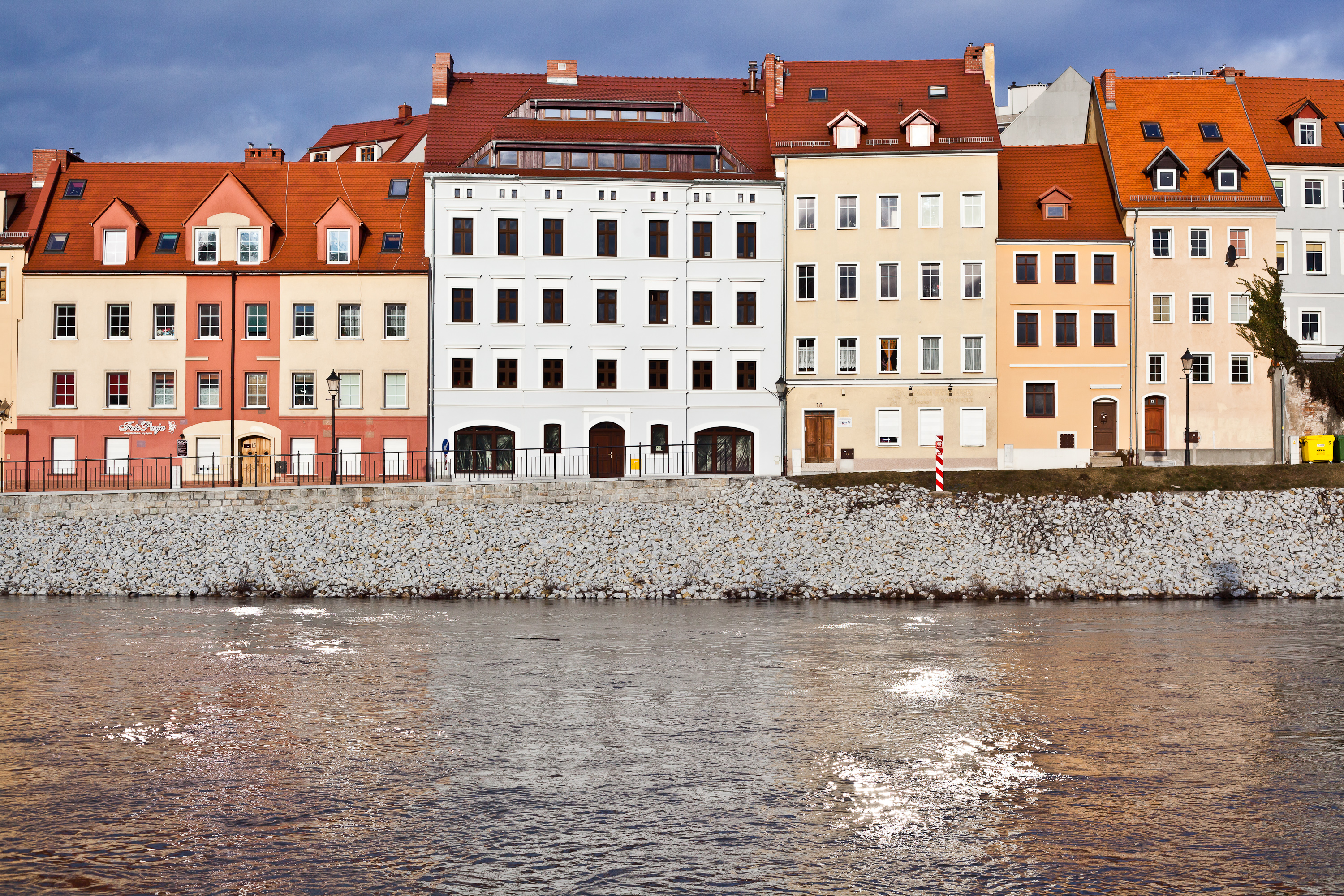
شارع داجينسكيغو
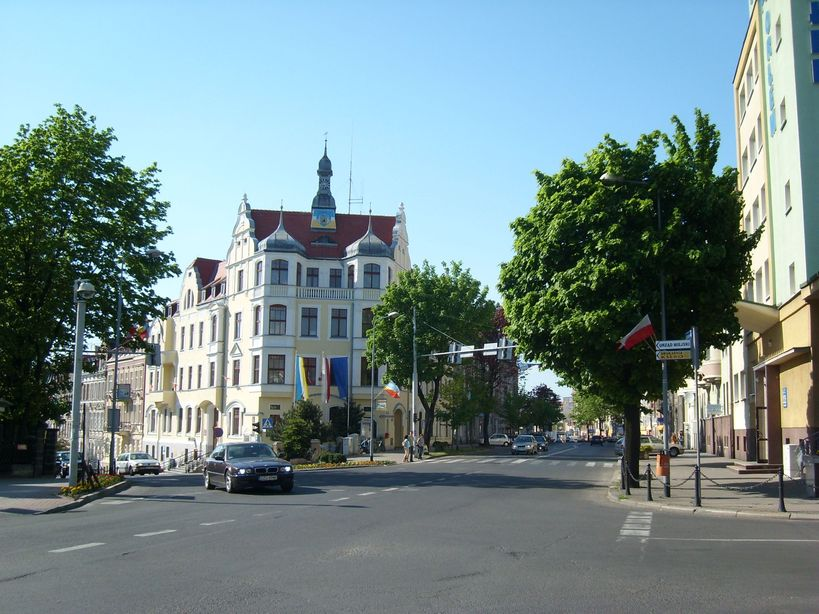
شارغ وارسو
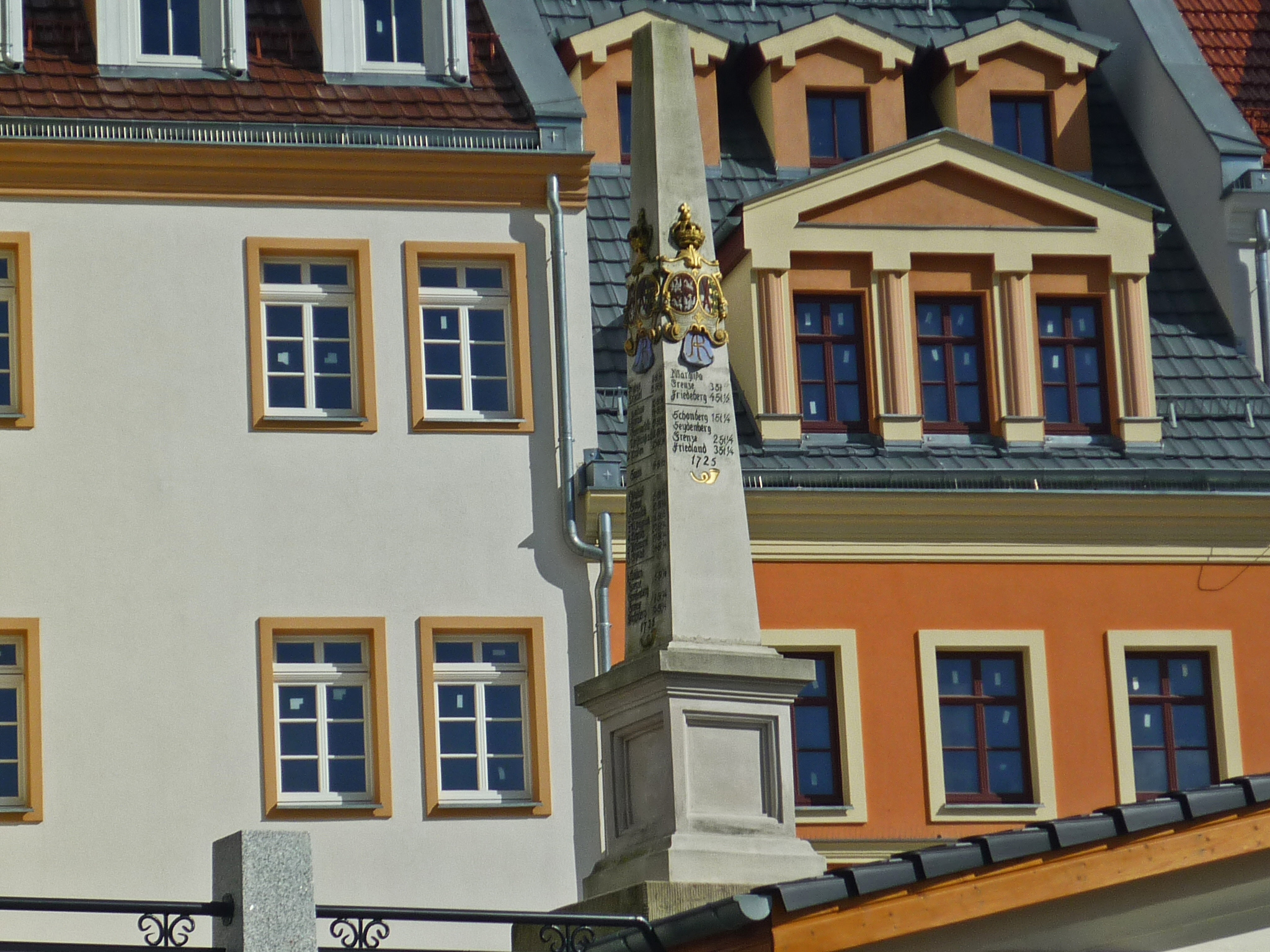
علامة مسافة بولندية-ساكسونية
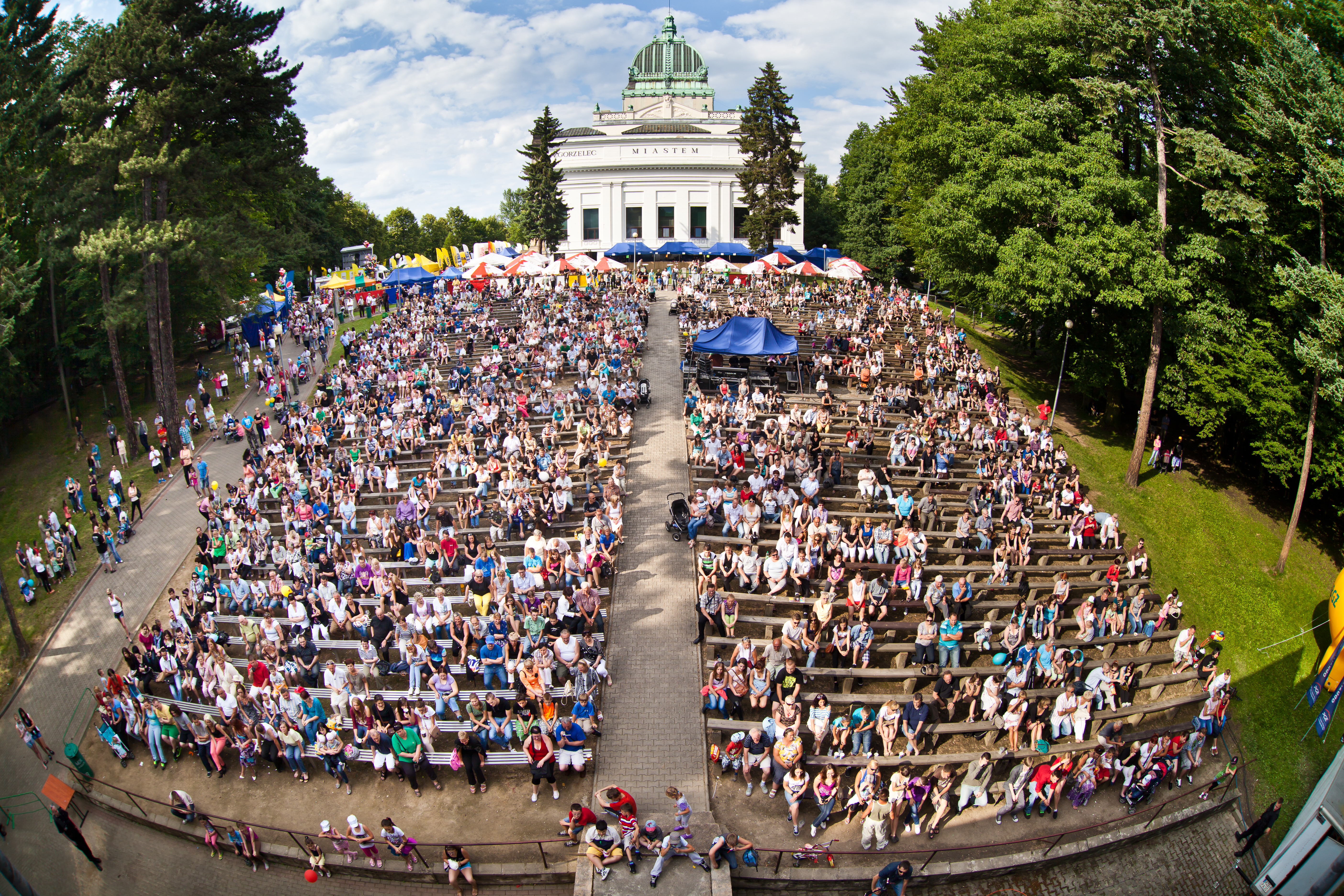
مسرح زغورجاليتس الروماني
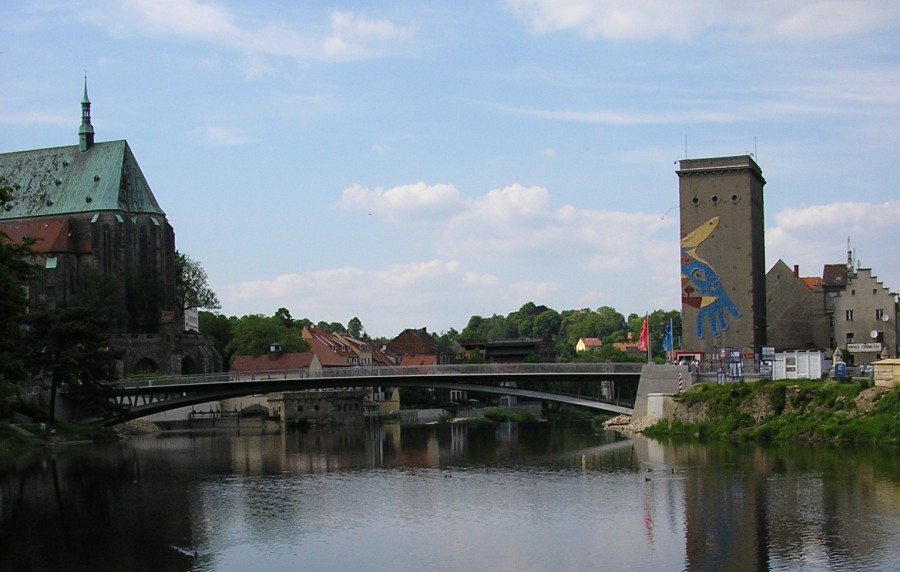
الجسر بين زغورجيلتس وغورليتس
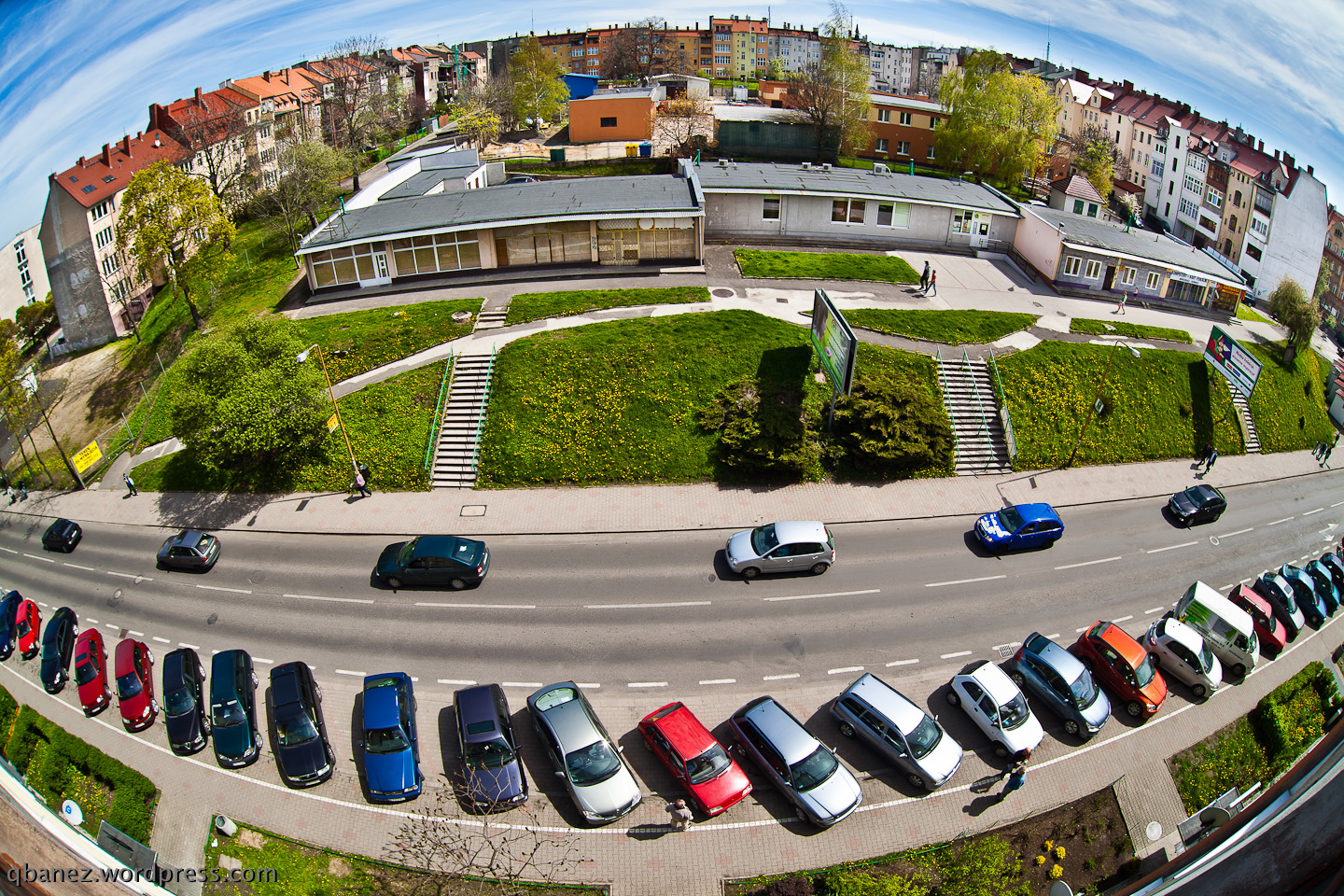
زغورجيلتس من الجو
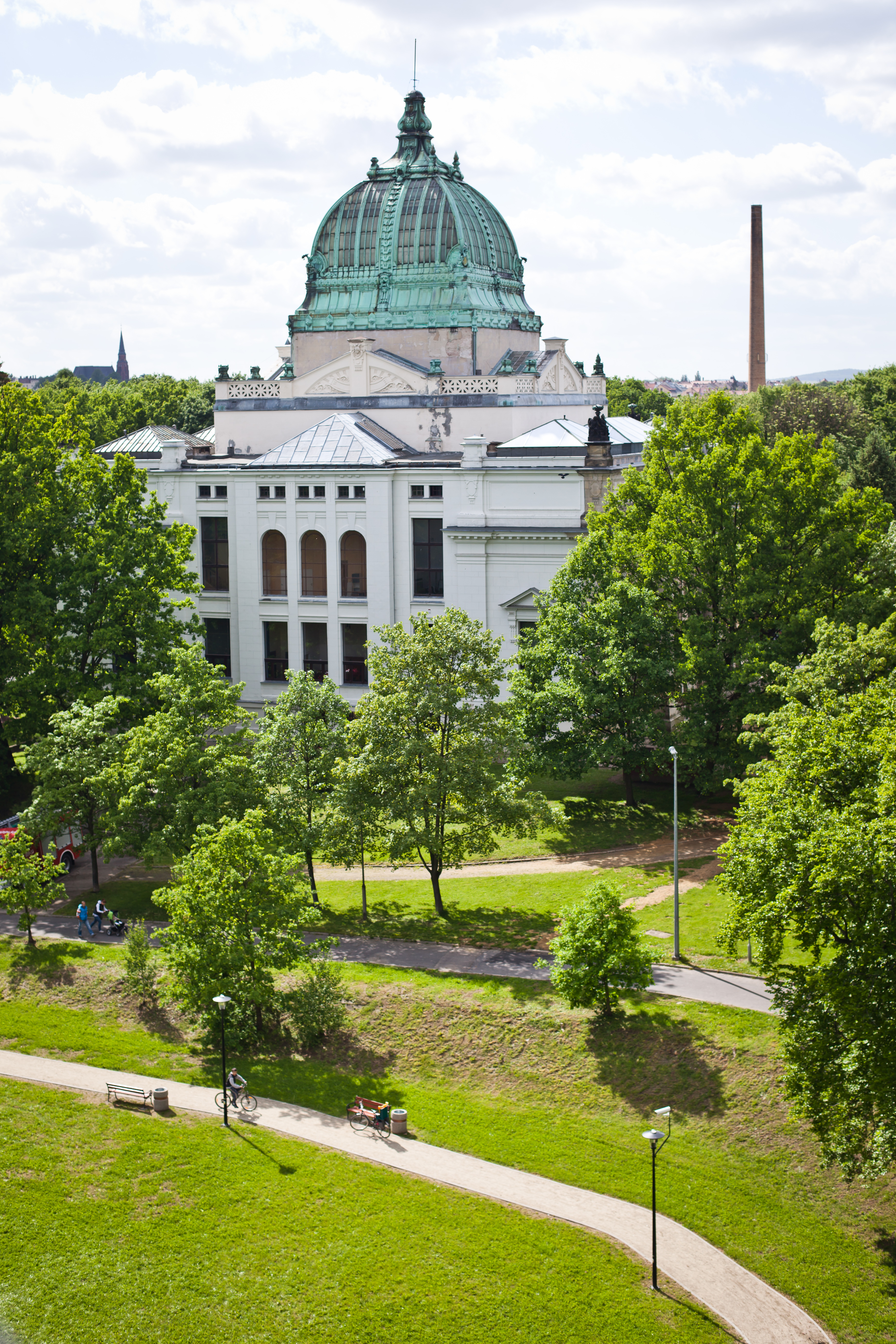
بيت الثقافة
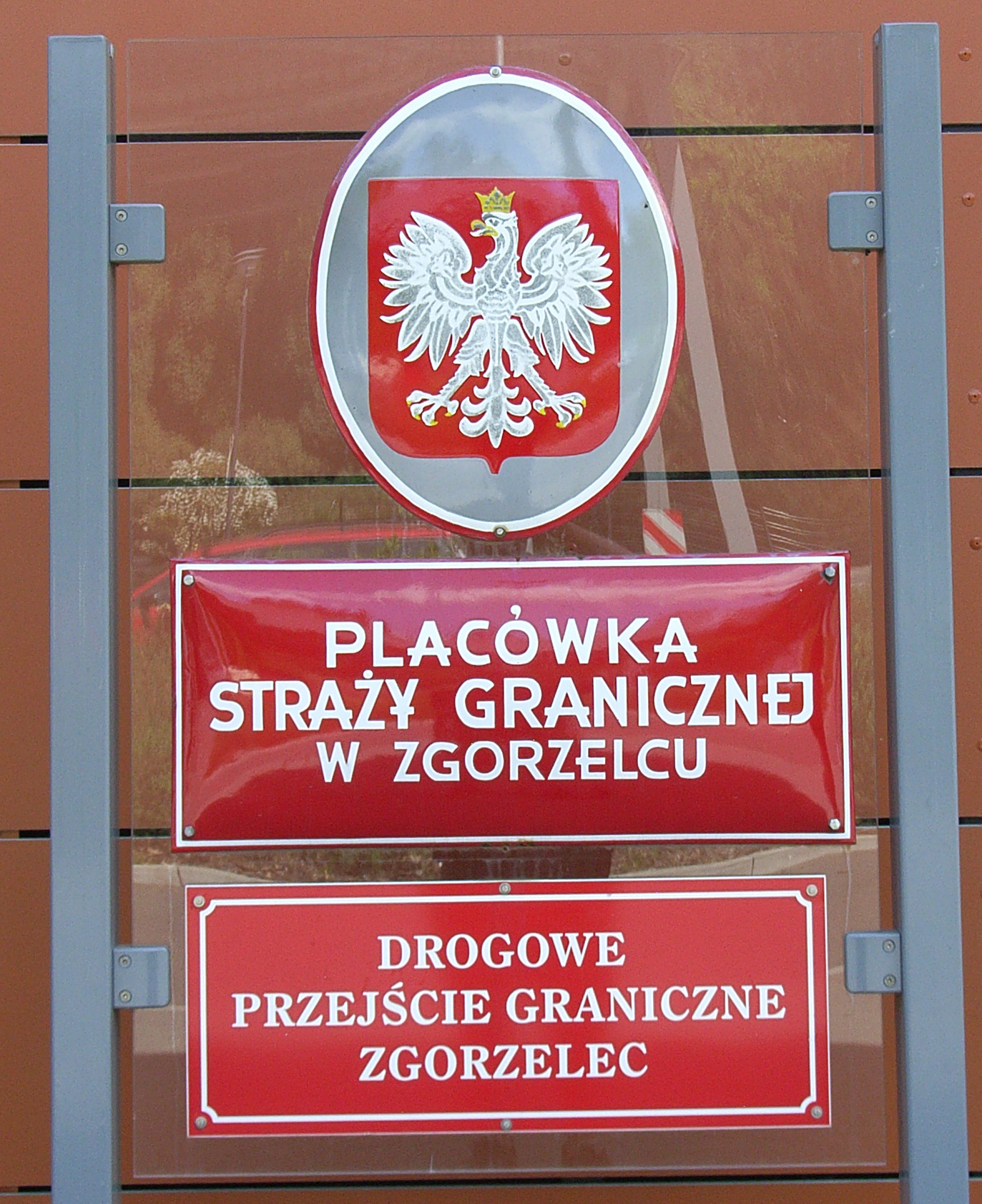
شاخصة على الحدود
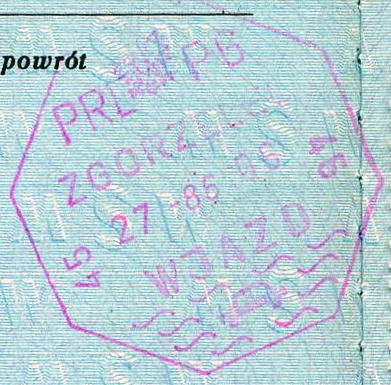
ختم دخول من الحقبة الشيوعية…
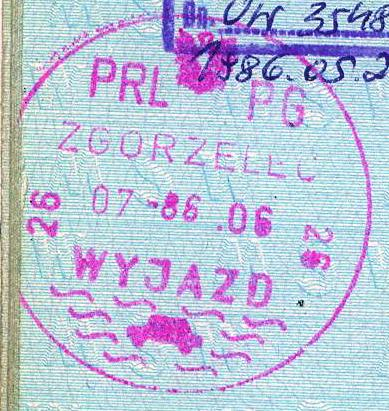
…وختم خروج…
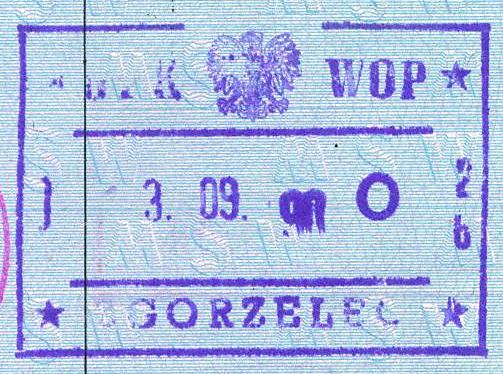
…ختم على جواز السفر من بعد الحقبة الشيوعية.

## سكان ملحوظون
- أغاتا كورتس، سباحة بولندية
- هونوراتا سكاربيك، مغنية بولندية

## وصلات خارجية
- Zgorzelice في القاموس الجغرافي لمملكة بولندا (1895) (بولندي)
- موقع البلدية الرسمي (في البولندية/الإنجليزية/الفرنسية/الألمانية/اليونانية/الأوكرانية)
- المعلومات السياحية (بولندي) (الإنجليزية) (الألمانية)
- جسر للبلدة القديمة جسر (كاميرا إنترنت)
- «غورليتس/زغورجيليتس – التنمية الحضرية من 12 إلى القرن ال21» على يوتيوب

إحداثيات: 51°09'01"N 15°01'31"E / 51.15028°N 15.02528°E